# Comarca de Burgohondo - El Tiemblo - Cebreros
La comarca de Burgohondo - El Tiemblo - Cebreros (también denominada Valle del Alberche y Tierra de Pinares) es la comarca más oriental de la provincia de Ávila, España. Está situada en la cara norte de la Sierra de Gredos y de la Sierra de Guadarrama en su parte más occidental.

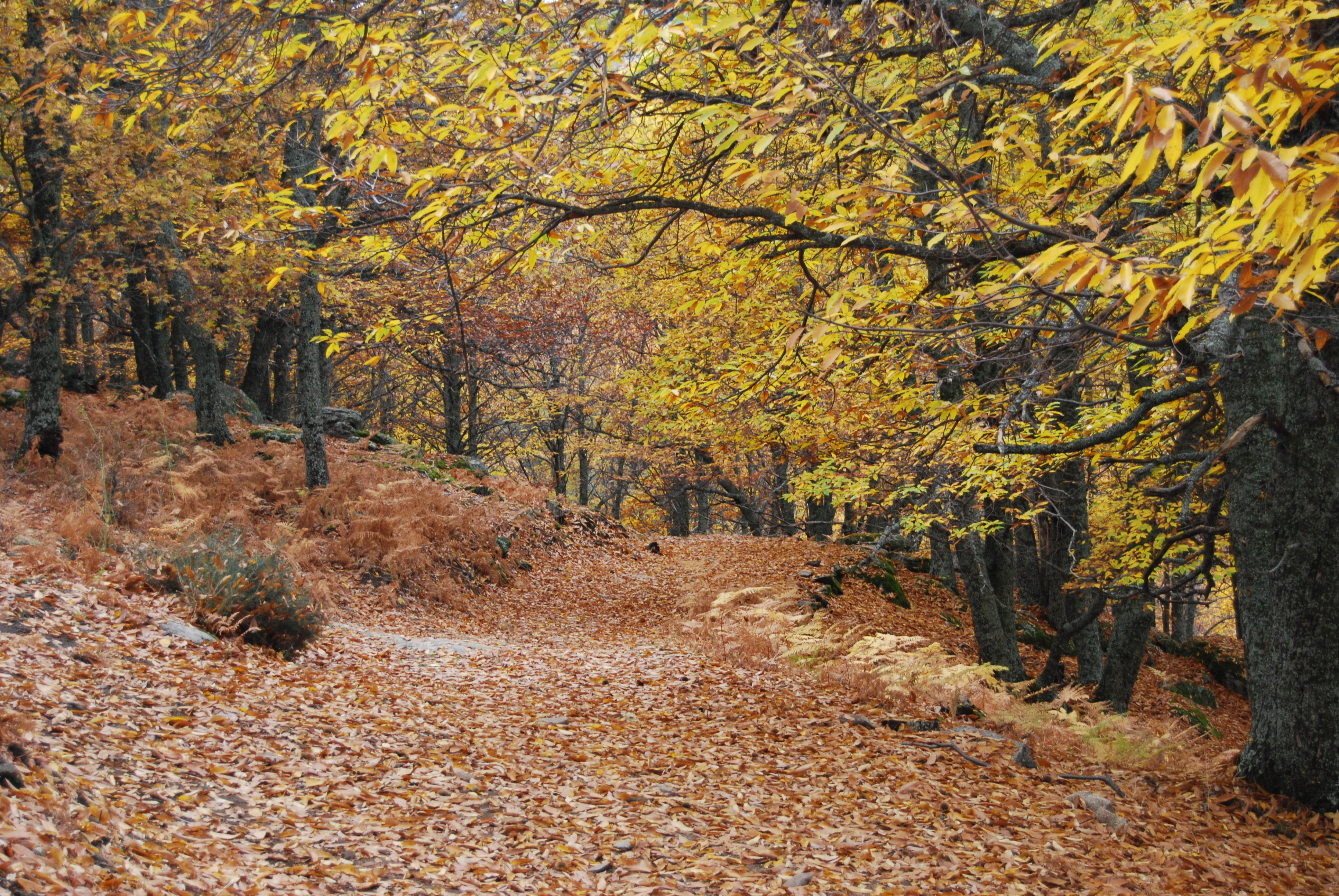
Castañar de El Tiemblo.

Debido a la gran elevación del terreno (más de 1.200 metros de altitud media), su clima se caracteriza por inviernos muy fríos y veranos cortos y templados. 

## Geografía
Está delimitada al norte por las estribaciones más orientales de la Sierra de la Paramera, al sur por la Sierra de Gredos y al este por la Sierra de Malagón (que la separa de la Comunidad de Madrid). Como su nombre indica, el accidente geográfico más notable de la comarca es el valle que provoca el río Alberche.
La comarca presenta contrastes paisajísticos, desde la zona más húmeda del valle, con abundantes bosques de ribera, las zonas llanas y yermas y las áreas de pinar. 
Algunos de los enclaves ecológicos más importantes de la provincia se encuentran en esta comarca; es el caso del Pinar de Hoyocasero (una reliquia de los bosques de pino silvestre que tapizaban antaño la sierra), del castañar de El Tiemblo y del Valle de Iruelas, declarado Reserva Natural en 1997 y zona de especial protección para las aves (ZEPA). Goza el Valle de Iruelas de una de las mayores poblaciones de buitre negro de Europa, así como de gran variedad de flora y fauna. Otra zona ZEPA encontramos en la misma comarca en la localidad de Hoyo de Pinares.

## Turismo rural
Desde el inicio del siglo XXI la economía de la comarca ha ido abandonando su base de la ganadería para dar paso al turismo rural. Los municipios de la zona cuentan con todo tipo de servicios para los visitantes, como es el caso de Navaluenga, que obtuvo el Premio C de Turismo Castilla y León en 1998. Además, la opciones de naturaleza en la zona permiten las rutas de montaña, senderismo, a caballo, o en bicicleta.
El agua es un recurso importante en esta comarca. El río Alberche ofrece posibilidad de baño en muchas zonas delimitadas, a destacar el embalse del Burguillo, que incluso cuenta con zona nudista. Los embalses y ríos conllevan también la posibilidad de realizar deportes acuáticos, como surf, vela, piragüismo y pesca.

## Municipios
A la comarca del Valle del Alberche y Tierra de Pinares pertenecen 23 municipios:

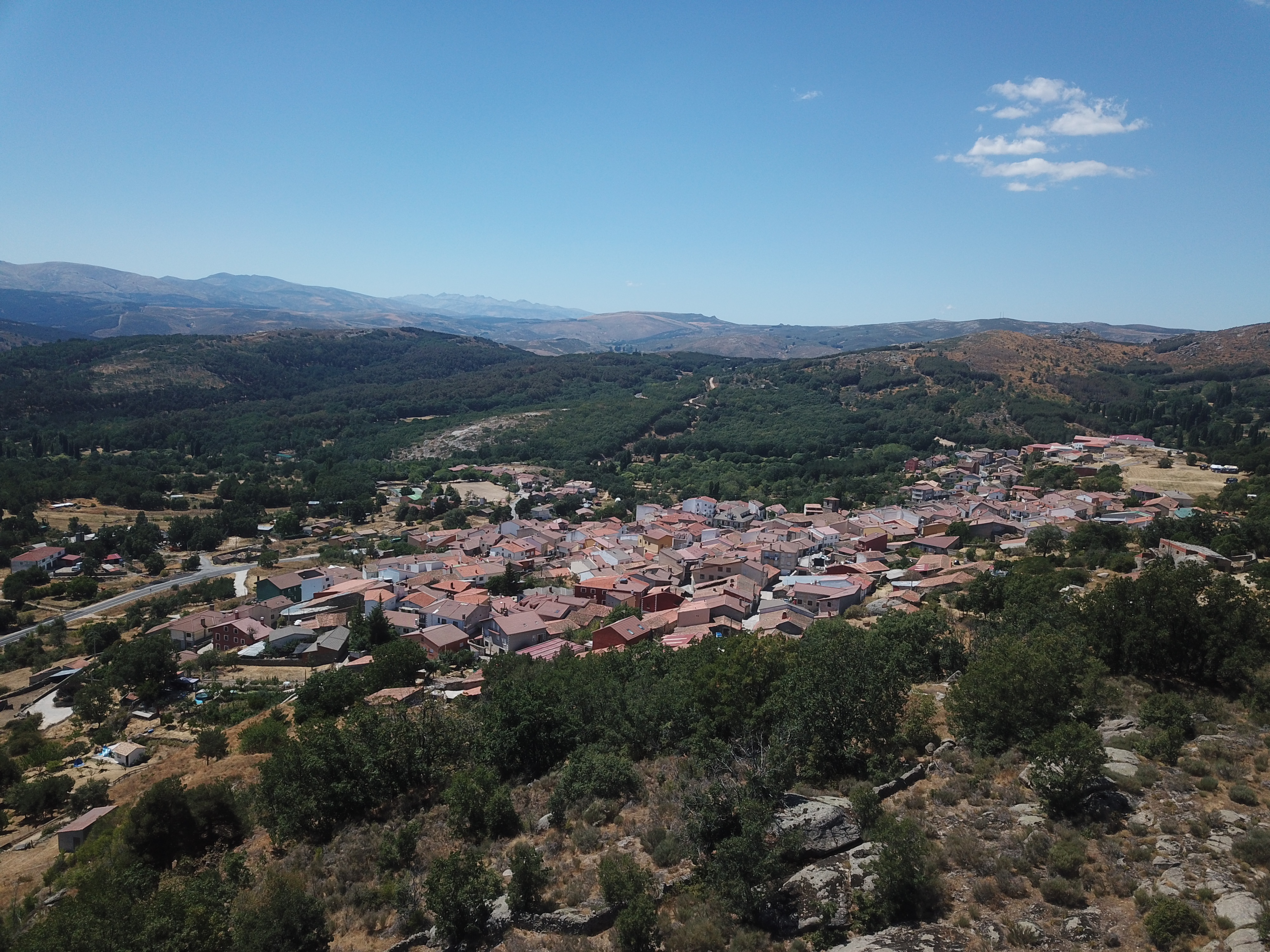
Foto aérea de Hoyocasero.

| - El Barraco - Burgohondo - Cebreros - Hoyocasero - El Hoyo de Pinares - Navalacruz - Navalmoral de la Sierra - Navalosa | - Navalperal de Pinares - Navaluenga - Navaquesera - Navarredondilla - Navarrevisca - Las Navas del Marqués - Navatalgordo - Peguerinos | - San Bartolomé de Pinares - San Juan de la Nava - San Juan del Molinillo - Santa Cruz de Pinares - Serranillos - El Tiemblo - Villanueva de Ávila |